# Culicoides maruim
Culicoides maruim är en tvåvingeart som beskrevs av Lutz 1913. Culicoides maruim ingår i släktet Culicoides och familjen svidknott. Inga underarter finns listade i Catalogue of Life.